# LHS 224
LHS 224是一顆位於天貓座附近的紅矮星，距離地球約29.4光年。